# トゥアス・ウエスト・ロード駅
トゥアス・ウエスト・ロード駅（トゥアス・ウエスト・ロードえき、英文表記: Tuas West Road MRT Station）は、シンガポールトゥアス地区にある、MRT東西線の高架駅。

## 駅構造
島式1面2線のホームを持つ駅。
| 3階        |                                                                            |                              |  |  |
|            | ■東西線 パシール・リス・チャンギ・エアポート方面（トゥアス・クレセント駅） |                              |  |  |
| 島式ホーム |                                                                            |                              |  |  |
|            | ■東西線 トゥアス・リンク方面（トゥアス・リンク駅）                         |                              |  |  |
| 2階        | コンコース                                                                 | 改札口、自動券売機、駅制御室 |  |  |
| 1階        |                                                                            | 出入口                       |  |  |

## 歴史
- 2011年1月11日、交通部長の林双吉（Raymond Lim）は、東西線トゥアス・ウエスト延伸線について公表[1][2]。延伸線は2016年に完成し、毎日10万人の乗客に利益があると述べる[3]。
- 2012年5月4日、交通部長の呂徳耀(Lui Tuck Yew)の主催で、東西線トゥアス・ウエスト延伸線の着工式が開催される[4][5] 。
- 2016年10月26日 、新しい信号システムの運用を開始する2017年6月18日に、トゥアス・ウエスト延伸線が開業すると発表。
- 2017年6月18日、トゥアス・ウエスト延伸線とともに、当駅が開業[6][7]。